# Adixoa alterna
Adixoa alterna är en fjärilsart som beskrevs av Walker 1865. Adixoa alterna ingår i släktet Adixoa och familjen glasvingar. Inga underarter finns listade i Catalogue of Life.